# Coche (Caracas)
Pour les articles homonymes, voir Coche.
Coche est l'une des vingt-deux paroisses civiles de la municipalité de Libertador dans le district capitale de Caracas au Venezuela.